# Mákformák
A mákformák (Papaveroideae) a boglárkavirágúak (Ranunculales) rendjébe tartozó mákfélék (Papaveraceae) családjának egy alcsaládja.

## Leírás
Az alcsaládra jellemző a metabolitokban gazdag fehér, sárga vagy vörös tejnedv, vagy a színtelen nyálkaanyag. Virágaik kétivarúak, 2-3 csészelevelüket gyorsan elhullajtják, a 4 vagy 6 sziromlevél gyűrötten kerül ki a bimbóból. Toktermését az összenőtt termőlevelek alkotják.

## Rendszerezés
Az alcsaládot 4 nemzetségcsoportra osztják, melyekbe összesen 23 nemzetséget sorolnak:
- Eschscholzieae Baill. (1871)
  - Dendromecon Benth. (1834)
  - kakukkmák – Eschscholzia Cham. (1820)
  - Hunnemannia Sweet (1828)
- Chelidonieae Dumort. (1827)
  - Bocconia L. (1753)
  - fecskefű – Chelidonium L. (1753)
  - Dicranostigma Hook.f. & Thomson (1855)
  - Glaucium Mill. (1754)
  - Eomecon Hance (1884)
  - Hylomecon Maxim. (1859)
  - Macleaya R.Br. (1826)
  - Sanguinaria L. (1753)
  - Stylophorum Nutt. (1818)
- Platystemoneae Spach (1838)
  - Hesperomecon Greene (1903)
  - Meconella Nutt. (1838)
  - Platystemon Benth. (1834)
- Papavereae Dumort. (1827)
  - Arctomecon Torr. & Frém. (1845)
  - Argemone L. (1753)
  - Canbya Parry (1877)
  - Meconopsis Vig. (1814)
  - mák – Papaver L. (1753)
  - Roemeria Medik. (1792)
  - Romneya Harv. (1845)
  - Stylomecon G.Taylor (1930)